# Самогонщики
«Самого́нщики» — советский комедийно-приключенческий короткометражный художественный фильм, снятый в 1961 году на киностудии «Мосфильм» режиссёром Леонидом Гайдаем. Вместе с фильмом «Пёс Барбос и необычный кросс» это первое произведение о трио антигероев-жуликов Труса, Балбеса и Бывалого. Фильм входит в «Сборник комедийных фильмов» (Мосфильм, 1961), куда также вошли фильмы, вышедшие порознь («Чужой бумажник», «Водяной», «Большие неприятности»).

## Сюжет
В небольшом бревенчатом домике в лесу трое друзей — Трус, Балбес и Бывалый — делают на продажу (гонят) самогон. Дело идёт хорошо. Поработав, друзья пробуют самогон, псу Барбосу тоже кидают сахар, смоченный в самогоне, на что пес неодобрительно фыркает. Сильно захмелевший Трус, шатаясь с огромной бутылью в руках, едва не разбивает изготовленную продукцию, а потом устраивает дебош — выдергивает шланг из аппарата и алкогольными парами обкуривает сообщников. Наконец троица садится обедать, а пёс Барбос изображает беспокойство и заставляет троицу выбежать на улицу. Убедившись что милиции поблизости нет, вернувшиеся в домик друзья видят как обиженный пёс опрокидывает бутылки и ёмкости с зельем, вынимает змеевик из самогонного аппарата и бежит с ним в пасти из домика в лес. Троица пускается в погоню за собакой, которая приводит самогонщиков к отделению милиции, где их и арестовывают.

## В ролях
| Актёр            | Роль               |
| ---------------- | ------------------ |
| Георгий Вицин    | самогонщик Трус    |
| Евгений Моргунов | самогонщик Бывалый |
| Юрий Никулин     | самогонщик Балбес  |
| пёс Рекс         | пёс Барбос         |
| Владимир Пицек   | строгий милиционер |

## Съёмочная группа
- Авторы сценария: Леонид Гайдай, Константин Бровин
- Режиссёр: Леонид Гайдай
- Оператор: Константин Бровин
- Художник: Константин Степанов
- Композитор: Никита Богословский
- Звукооператор: Валентин Лагутин
- Текст песни: Владимир Лифшиц
- Костюмы: Наталья Мешкова
- Директор: Пётр Феллер